# Stazione di Göteborg Centrale
La stazione centrale di Göteborg (in svedese Göteborgs centralstation, abbreviata Göteborg C) è la stazione ferroviaria principale di Göteborg, Svezia.